# بيار ارديتي
بيار ارديتي (بالفرنسية: Pierre Arditi)‏ (و. 1944 – م) هو ممثل، وراوي كتب صوتية، وممثل دُبلاج من فرنسا . ولد في باريس .

## جوائز
حصل على جوائز منها:
- نيشان الاستحقاق الوطني من رتبة ضابط
- نيشان الاستحقاق الوطني من رتبة ضابط
- وسام جوقة الشرف من رتبة فارس.

## روابط خارجية
- بيار ارديتي على موقع IMDb (الإنجليزية)
- بيار ارديتي على موقع ميتاكريتيك (الإنجليزية)
- بيار ارديتي على موقع روتن توميتوز (الإنجليزية)
- بيار ارديتي على موقع ألو سيني (الفرنسية)
- بيار ارديتي على موقع ميوزك برينز (الإنجليزية)
- بيار ارديتي على موقع أول موفي (الإنجليزية)
- بيار ارديتي على موقع قاعدة بيانات الأفلام السويدية (السويدية)
- بيار ارديتي على موقع إن إن دي بي (الإنجليزية)
- بيار ارديتي على موقع أول ميوزيك (الإنجليزية)
- بيار ارديتي على موقع ديسكوغز (الإنجليزية)